# Saint-Médard (Pirenei Atlantici)
Saint-Médard è un comune francese di 215 abitanti situato nel dipartimento dei Pirenei Atlantici nella regione della Nuova Aquitania.

## Società

### Evoluzione demografica
Abitanti censiti